# Оуэнс, Грэм
Грэм Адам Оуэнс (англ. Graeme Adam Owens ; 1 июня 1988, Крамлингтон, Нортумберленд) — английский футболист, крайний полузащитник.

## Клубная карьера

### «Мидлсбро»
Грэм – воспитанник молодёжной Академии «Мидлсбро». В составе юношеской команды в 2004 году он стал победителем FA Youth Cup. После серии удачных матчей за резервистов, Оуэнс стал привлекаться к главной команде, а менеджер «Боро» Гарет Саутгейт пророчил ему большое будущее.
В январе 2007 года вместе с основой он отправился на игру Кубка Англии против «Бристоль Сити», но не попал в итоговую заявку. Единственный матч за основной состав «Мидлсбро» Оуэнс провёл 26 сентября 2007 года, выйдя на 76-й минуте на замену вместо Фабио Рошембака во встрече Кубка Лиги против «Тоттенхэм Хотспур».
В марте 2008 года Грэм был арендован клубом Лиги Два «Честерфилд», в составе которого провёл 4 встречи.
7 января 2009 года отправился в аренду до конца сезона в «Блэкпул»
17 января дебютировал за «моряков» в игре против «Ковентри Сити», выйдя на замену на 83-й минуте.

### «Килмарнок»
По окончании сезона Оуэнс покинул «Мидлсбро» на правах свободного агента. 15 июня 2009 года полузащитник заключил двухлетний контракт с шотландским «Килмарноком». Дебютировал 29 августа в игре против «Сент-Миррена» (1:2).
Не сумев закрепиться в основном составе клуба и проведя за полтора сезона только 7 матчей, 31 января 2011 года контракт Оуэнса с «Килмарноком» был расторгнут.

### «Эйрдри Юнайтед»
3 марта 2011 года Оуэнс подписал контракт с клубом Второго шотландского дивизиона «Эйрдри Юнайтед». 5 марта Грэм дебютировал в игре против «Эйр Юнайтед» (0:5), а 19 марта открыл счёт своим голам за «Эйрдри», оформив дубль в матче против «Стенхаусмюира» (2:2).	На старте сезона 2011/12 Грэм отметился 4 мячами, включая дубль в ворота «Стерлинг Альбион» в Кубке шотландской лиги, но из-за серии травм был вынужден пропустить вторую половину чемпионата. В мае 2012 года покинул команду.

## Достижения
- Победитель FA Youth Cup: 2004